# 5圓新台幣硬幣
1圓新台幣硬幣，最早發行於民國59年（1970年）10月31日，為第二套橫式新臺幣所發行的硬幣，之後第三套橫式新臺幣於民國70年（1981年）12月8日發行新版的5圓硬幣，並延續至今，總計兩種版型。

## 歷史
在第二套橫式新臺幣發行時，出現了首枚以硬幣鑄造的伍圓貨幣，在此之前伍圓幣值的新台幣皆為鈔票形式存在，而首版伍圓硬幣與當今流通的伍圓硬幣在設計上如出一輒，只在部分地方不同：
- 尺寸較大，相較於後來的22公釐尺寸，首版的伍圓尺寸有29公釐之大，比現今的十元硬幣還大上3公釐。
- 幣值面少了羅馬數字5的標示，為全漢字形式。

除此之外的大致設計上及硬幣成分比例皆與當今流通之伍圓硬幣相同。

## 樣式
舊版伍元硬幣，設計幾乎與當今伍圓硬幣相同。
| 图案                                                                    | 说明 |
| 新臺幣伍圓 （页面存档备份，存于） （民國59年版） （页面存档备份，存于） | - 舊版伍圓：參見「第二套橫式新臺幣/硬幣」。 - 材質：銅幣（含鎳25%）。 - 正面圖案：蔣中正面向左側面像、發行年份（右至左） - 背面圖案：「伍圓」（右至左）字樣、饕餮紋圖形8枚。 - 發行日期：民國59年（1970年）10月31日。 民國68年（1979年）以前發行之伍圓硬幣，民國71年（1982年）12月8日起停止流通。 年版（首發）：民國59年，其鑄造年版只有59至68年。 發行地區：臺灣 直徑：29毫米。 重量：9.5公克。 幣邊：全絲邊。 |